# Episodi de Gli amici del cuore
La prima e unica stagione della serie televisiva Gli amici del cuore è stata trasmessa in anteprima in Francia dalla TF1 tra il 20 febbraio 1995 e l'8 marzo 1996.
| nº  | Titolo originale                | Titolo italiano                 | Prima TV Francia | Prima TV Italia |
| --- | ------------------------------- | ------------------------------- | ---------------- | --------------- |
| 1   | Emménagement                    |                                 | 20 febbraio 1995 |                 |
| 2   | L'une pour l'autre              |                                 | 21 febbraio 1995 |                 |
| 3   | Les fraises                     |                                 | 22 febbraio 1995 |                 |
| 4   | Les grands travaux              |                                 | 23 febbraio 1995 |                 |
| 5   | À un poil près                  |                                 | 24 febbraio 1995 |                 |
| 6   | Le ticket                       | Il biglietto                    | 27 febbraio 1995 |                 |
| 7   | Zero lave plus blanc            |                                 | 28 febbraio 1995 |                 |
| 8   | Petite gueule d'amour           |                                 | 1º marzo 1995    |                 |
| 9   | Drame familial                  |                                 | 2 marzo 1995     |                 |
| 10  | Chère cousine                   |                                 | 3 marzo 1995     |                 |
| 11  | Combat de coqs                  |                                 | 6 marzo 1995     |                 |
| 12  | Des souris et des garçons       |                                 | 7 marzo 1995     |                 |
| 13  | La bonne affaire                |                                 | 8 marzo 1995     |                 |
| 14  | Un copain encombrant            |                                 | 13 marzo 1995    |                 |
| 15  | Tendres adieux                  |                                 | 14 marzo 1995    |                 |
| 16  | Les gaz toxiques                |                                 | 15 marzo 1995    |                 |
| 17  | Insistance                      |                                 | 16 marzo 1995    |                 |
| 18  | Fachés                          |                                 | 17 marzo 1995    |                 |
| 19  | Séparation                      |                                 | 20 marzo 1995    |                 |
| 20  | Confidences                     |                                 | 21 marzo 1995    |                 |
| 21  | Les rames                       |                                 | 22 marzo 1995    |                 |
| 22  | Le groupe                       |                                 | 23 marzo 1995    |                 |
| 23  | Chimère                         |                                 | 24 marzo 1995    |                 |
| 24  | Le bonheur pour tout le monde   |                                 | 27 marzo 1995    |                 |
| 25  | Le petit poète                  |                                 | 28 marzo 1995    |                 |
| 26  | Retrouvailles                   |                                 | 30 marzo 1995    |                 |
| 27  | Feuilles de route               |                                 | 31 marzo 1995    |                 |
| 28  | Solitudes                       |                                 | 3 aprile 1995    |                 |
| 29  | Les cartes                      |                                 | 4 aprile 1995    |                 |
| 30  | Engagement volontaire           |                                 | 5 aprile 1995    |                 |
| 31  | L'Allemagne                     |                                 | 6 aprile 1995    |                 |
| 32  | Contre-poison                   |                                 | 7 aprile 1995    |                 |
| 33  | Le pantalon                     |                                 | 10 aprile 1995   |                 |
| 34  | La punition                     |                                 | 11 aprile 1995   |                 |
| 35  | Comme frère et soeur            |                                 | 12 aprile 1995   |                 |
| 36  | Coeur d'artichaut               |                                 | 13 aprile 1995   |                 |
| 37  | Le goût de vivre                |                                 | 14 aprile 1995   |                 |
| 38  | Une matinée agitée              |                                 | 17 aprile 1995   |                 |
| 39  | Les relous                      |                                 | 18 aprile 1995   |                 |
| 40  | Les top models                  |                                 | 19 aprile 1995   |                 |
| 41  | Retour de tournée               |                                 | 20 aprile 1995   |                 |
| 42  | L'enfant prodigue               |                                 | 21 aprile 1995   |                 |
| 43  | L'indiscrète                    |                                 | 24 aprile 1995   |                 |
| 44  | Le changement                   |                                 | 25 aprile 1995   |                 |
| 45  | Disparitions                    |                                 | 26 aprile 1995   |                 |
| 46  | La honte                        |                                 | 27 aprile 1995   |                 |
| 47  | Les cadeaux                     |                                 | 28 aprile 1995   |                 |
| 48  | Le barbu                        |                                 | 1º maggio 1995   |                 |
| 49  | Les tarots                      |                                 | 2 maggio 1995    |                 |
| 50  | Un grand brun                   |                                 | 3 maggio 1995    |                 |
| 51  | L'erreur                        |                                 | 4 maggio 1995    |                 |
| 52  | La peine                        |                                 | 5 maggio 1995    |                 |
| 53  | Copain copain                   |                                 | 8 maggio 1995    |                 |
| 54  | Méli mélo                       |                                 | 9 maggio 1995    |                 |
| 55  | Encombrement                    |                                 | 9 ottobre 1995   |                 |
| 56  | La solution                     |                                 | 10 ottobre 1995  |                 |
| 57  | Trafic                          |                                 | 12 ottobre 1995  |                 |
| 58  | Enquête                         |                                 | 13 ottobre 1995  |                 |
| 59  | La passionnée                   |                                 | 16 ottobre 1995  |                 |
| 60  | La crise de foie                |                                 | 17 ottobre 1995  |                 |
| 61  | Confusion                       |                                 | 18 ottobre 1995  |                 |
| 62  | Le soupirant                    |                                 | 19 ottobre 1995  |                 |
| 63  | Le producteur                   |                                 | 20 ottobre 1995  |                 |
| 64  | Un manager pas comme les autres |                                 | 23 ottobre 1995  |                 |
| 65  | L'amour fou                     |                                 | 24 ottobre 1995  |                 |
| 66  | Imprévus                        |                                 | 25 ottobre 1995  |                 |
| 67  | Curiosité                       |                                 | 26 ottobre 1995  |                 |
| 68  | Rendez-vous                     |                                 | 27 ottobre 1995  |                 |
| 69  | Le bracelet                     |                                 | 30 ottobre 1995  |                 |
| 70  | Ballades                        |                                 | 1º novembre 1995 |                 |
| 71  | Giroflées                       |                                 | 2 novembre 1995  |                 |
| 72  | Le clash                        |                                 | 3 novembre 1995  |                 |
| 73  | Réconciliation impossible       |                                 | 6 novembre 1995  |                 |
| 74  | Le retour                       |                                 | 7 novembre 1995  |                 |
| 75  | Nouvelle chanson                |                                 | 8 novembre 1995  |                 |
| 76  | Imagine                         |                                 | 9 novembre 1995  |                 |
| 77  | Excuses                         |                                 | 10 novembre 1995 |                 |
| 78  | Miracle                         |                                 | 13 novembre 1995 |                 |
| 79  | Reprise                         | Tutti insieme appassionatamente | 14 novembre 1995 |                 |
| 80  | Catastrophes                    | La bambola voodoo               | 15 novembre 1995 |                 |
| 81  | Gaffeur                         |                                 | 16 novembre 1995 |                 |
| 82  | Soupçons                        |                                 | 17 novembre 1995 |                 |
| 83  | Ménage                          |                                 | 20 novembre 1995 |                 |
| 84  | La nouvelle                     |                                 | 22 novembre 1995 |                 |
| 85  | Boule de neige                  |                                 | 23 novembre 1995 |                 |
| 86  | Sauvetage                       |                                 | 24 novembre 1995 |                 |
| 87  | Le nouveau guitariste           |                                 | 27 novembre 1995 |                 |
| 88  | Remous                          |                                 | 28 novembre 1995 |                 |
| 89  | Le piège                        |                                 | 29 novembre 1995 |                 |
| 90  | Nouveau départ                  |                                 | 30 novembre 1995 |                 |
| 91  | La belle vie                    |                                 | 1º dicembre 1995 |                 |
| 92  | La voleuse                      |                                 | 4 dicembre 1995  |                 |
| 93  | Mensonge                        |                                 | 5 dicembre 1995  |                 |
| 94  | Un drôle de coco                |                                 | 6 dicembre 1995  |                 |
| 95  | La vengeance                    |                                 | 7 dicembre 1995  |                 |
| 96  | Étrange souvenir                |                                 | 8 dicembre 1995  |                 |
| 97  | Cas de conscience               |                                 | 11 dicembre 1995 |                 |
| 98  | José                            |                                 | 13 dicembre 1995 |                 |
| 99  | La disparition                  |                                 | 14 dicembre 1995 |                 |
| 100 | Le pendule                      |                                 | 15 dicembre 1995 |                 |
| 101 | La décision                     |                                 | 18 dicembre 1995 |                 |
| 102 | Dépression                      |                                 | 19 dicembre 1995 |                 |
| 103 | Loto                            |                                 | 20 dicembre 1995 |                 |
| 104 | Nouvelle passion                |                                 | 21 dicembre 1995 |                 |
| 105 | Le démon                        |                                 | 22 dicembre 1995 |                 |
| 106 | Le vent du désespoir            |                                 | 26 dicembre 1995 |                 |
| 107 | Pris au piège                   |                                 | 27 dicembre 1995 |                 |
| 108 | La milliardaire                 |                                 | 28 dicembre 1995 |                 |
| 109 | Une fugue inaperçue             | La fuga di Laly                 | 29 dicembre 1995 |                 |
| 110 | Course poursuite                |                                 | 2 gennaio 1996   |                 |
| 111 | Viêtnam                         |                                 | 3 gennaio 1996   |                 |
| 112 | Aveux difficiles                |                                 | 4 gennaio 1996   |                 |
| 113 | Le dentiste                     |                                 | 5 gennaio 1996   |                 |
| 114 | Juste à temps                   | Il ritorno di Benedicte         | 8 gennaio 1996   |                 |
| 115 | L'activateur de passion         |                                 | 9 gennaio 1996   |                 |
| 116 | Départ et jalousie              | Partenze e gelosie              | 10 gennaio 1996  |                 |
| 117 | Valentin                        |                                 | 11 gennaio 1996  |                 |
| 118 | L'ami                           |                                 | 12 gennaio 1996  |                 |
| 119 | Laly, le retour                 | Laly torna a casa               | 15 gennaio 1996  |                 |
| 120 | Un film presque parfait         |                                 | 16 gennaio 1996  |                 |
| 121 | Réglement de comptes            | Regolamento di conti            | 17 gennaio 1996  |                 |
| 122 | Action                          |                                 | 18 gennaio 1996  |                 |
| 123 | Drame                           |                                 | 19 gennaio 1996  |                 |
| 124 | À l'écoute                      |                                 | 22 gennaio 1996  |                 |
| 125 | Aline                           |                                 | 23 gennaio 1996  |                 |
| 126 | Confidences                     |                                 | 24 gennaio 1996  |                 |
| 127 | Le doute                        |                                 | 25 gennaio 1996  |                 |
| 128 | Regrets                         |                                 | 26 gennaio 1996  |                 |
| 129 | Retour à la vie                 |                                 | 29 gennaio 1996  |                 |
| 130 | Adieux                          |                                 | 31 gennaio 1996  |                 |
| 131 | La coupe est pleine             |                                 | 1º febbraio 1996 |                 |
| 132 | Un amour pour deux              |                                 | 2 febbraio 1996  |                 |
| 133 | Amour perdu                     |                                 | 5 febbraio 1996  |                 |
| 134 | Décision                        |                                 | 6 febbraio 1996  |                 |
| 135 | Le choix de Sébastien           |                                 | 7 febbraio 1996  |                 |
| 136 | Le fond du désespoir            |                                 | 8 febbraio 1996  |                 |
| 137 | Trouv'bonheur                   |                                 | 9 febbraio 1996  |                 |
| 138 | Baba cool                       |                                 | 12 febbraio 1996 |                 |
| 139 | Pas cool                        |                                 | 14 febbraio 1996 |                 |
| 140 | Une nouvelle histoire           |                                 | 15 febbraio 1996 |                 |
| 141 | Le choc                         |                                 | 16 febbraio 1996 |                 |
| 142 | La descente                     |                                 | 19 febbraio 1996 |                 |
| 143 | Pente dangereuse                |                                 | 19 febbraio 1996 |                 |
| 144 | L'enfer                         |                                 | 19 febbraio 1996 |                 |
| 145 | Remontée                        |                                 | 19 febbraio 1996 |                 |
| 146 | Armaguedon                      |                                 | 20 febbraio 1996 |                 |
| 147 | Mode d'emploi                   |                                 | 21 febbraio 1996 |                 |
| 148 | Comme ma soeur                  |                                 | 22 febbraio 1996 |                 |
| 149 | Irrésistible                    |                                 | 23 febbraio 1996 |                 |
| 150 | Deux                            |                                 | 26 febbraio 1996 |                 |
| 151 | Complications                   |                                 | 27 febbraio 1996 |                 |
| 152 | Départ                          |                                 | 28 febbraio 1996 |                 |
| 153 | Envoûtement                     |                                 | 29 febbraio 1996 |                 |
| 154 | Folie                           |                                 | 1º marzo 1996    |                 |
| 155 | Convalescence                   |                                 | 4 marzo 1996     |                 |
| 156 | Une belle histoire              |                                 | 5 marzo 1996     |                 |
| 157 | Faux frère                      |                                 | 6 marzo 1996     |                 |
| 158 | Amour impossible                |                                 | 7 marzo 1996     |                 |
| 159 | Le gros lot                     |                                 | 8 marzo 1996     |                 |